# Pseudoneurospora amorphoporcata
Pseudoneurospora amorphoporcata är en svampart som först beskrevs av Udagawa, och fick sitt nu gällande namn av Dania García, Stchigel & Guarro 2004. Pseudoneurospora amorphoporcata ingår i släktet Pseudoneurospora och familjen Sordariaceae.   Inga underarter finns listade i Catalogue of Life.